# 亨利一世·德·吉斯

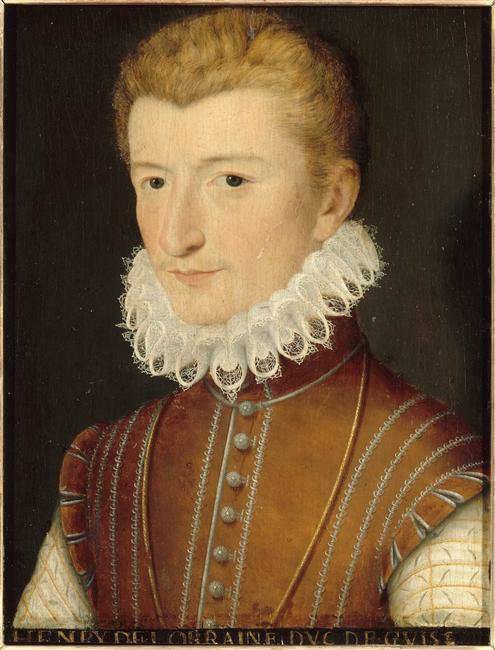
亨利一世·德·洛林

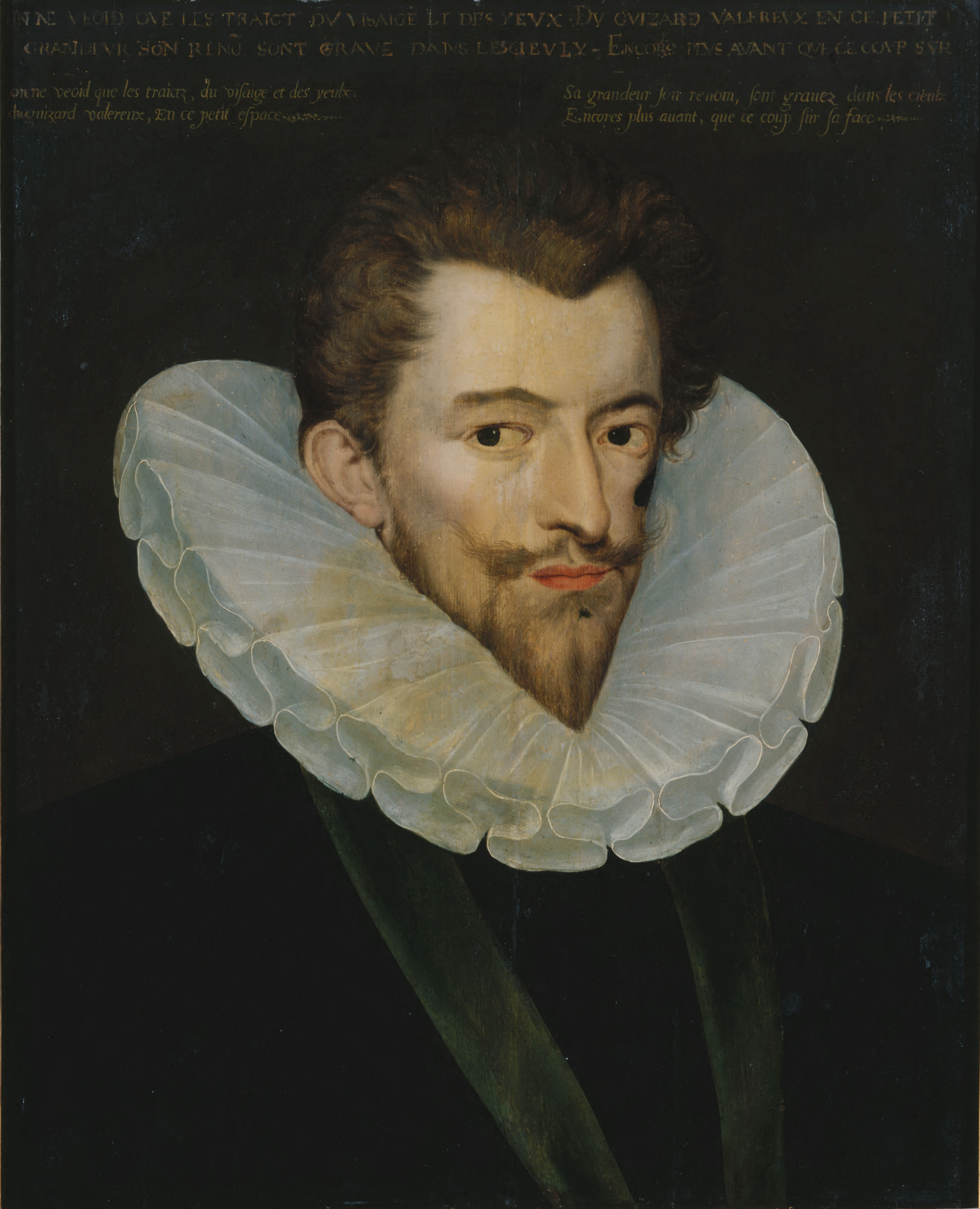
亨利一世·德·洛林

（带刀伤的）亨利一世·德·洛林，第三代吉斯公爵（Henri I de Lorraine le Balafre，3me Duc de Guise，1550年1月31日—1588年12月23日）法国贵族、政治人物、军人。“三亨利之战”的中心人物；吉斯家族最重要的代表，和其父有相同的綽號「刀疤的吉斯」。

## 繼承父業
亨利一世·德·洛林是吉斯公爵弗朗索瓦（刀疤的吉斯）的长子，他完全继承了父亲率领天主教力量反对胡格諾派的事业。1563年父親去世後，他名義上繼承法國最高職位的王室管家（Grand Master of France），但實際上此職只有巨大收入，已無太多宮廷權力可享。自13歲失去父親之後，因母親改嫁，他主要由叔父洛林枢机夏尔·德·洛林教養長大。而為了讓他吸收軍事經驗，洛林的樞機敦促他到歐洲的前線戰場，於1565年至匈牙利和鄂圖曼土耳其作戰。他回國後很快就成為天主教的領袖之一，對抗日益增強的的胡格諾，他也是1572年聲名狼藉的圣巴托洛缪之夜大屠杀主要策划者之一。
1575年10月10日，在他的英勇作戰下，於多爾芒打敗了兩萬的德意志新教聯軍（為支援法國胡格諾派而來），不但讓他光榮負傷而得到其父「刀疤」之名號與榮譽，更大大平息了巴黎天主教市民的憂慮。因此從1576年起，在教皇貴格利十三世的支持與西班牙王腓力二世的金援下，他成为天主教“神聖聯盟”的领袖。1579年他在天主教陣營的對手——蒙莫朗西公爵（天主教溫和派──政略派之領袖）去世後，他的勢力更加擴大，成為法國大部分天主教徒的精神領袖。

## 三亨利之戰

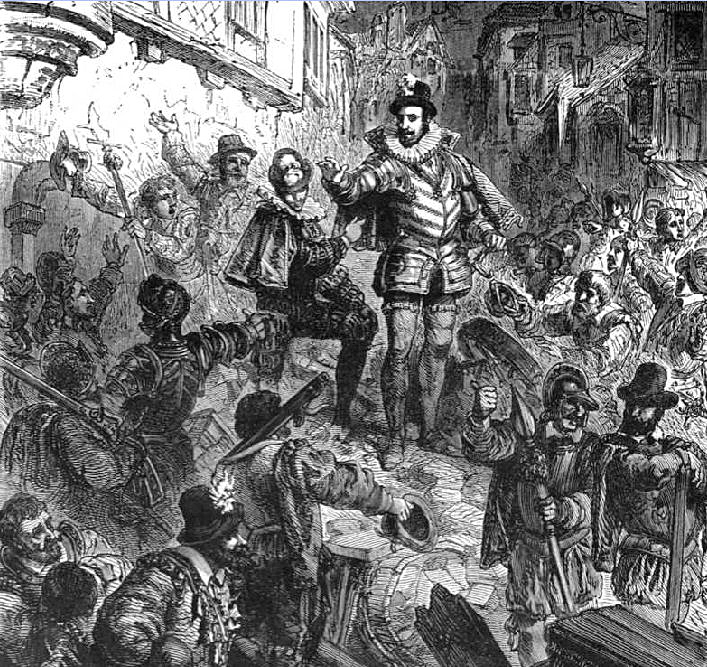
在1588年街壘日受到巴黎人拥戴的吉斯公爵亨利

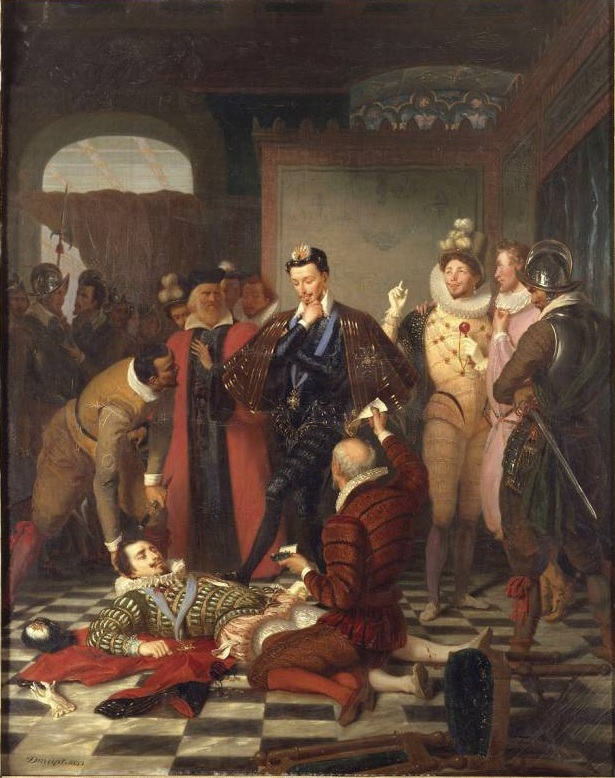
1588年吉斯的亨利被亨利三世誘騙殺害

亨利希望並計畫在西班牙和罗马教皇的支持下登上法國國王寶座，于是开始了他与国王亨利三世及纳瓦拉的亨利之间的竞争，即所谓“三亨利之战”（1585-1589年）。他在巴黎民众中不斷积累起極强的声望，特別是1587年又擊敗一支德意志新教侵略軍，讓他成為法國人人公認的舊教護法。1588年5月12日（街垒日），他帶領神聖聯盟，迫使亨利三世逃离巴黎。當時他的聲望達到巔峰，在三級會議中被視為法國與舊教的大英雄，有的議員甚至提醒大眾：亨利一世擁有卡洛林王室的血統，討論把他拱上王位的可能性。他与國王亨利三世在布卢瓦进行谈判，雖然其弟吉斯樞機路易不斷警告他國王可能有陰謀，但他還是落入亨利三世精心設計的陷阱，國王卫士當場將他與斬殺，其弟吉斯樞機则被擒，于次日被杀。因為公眾偶像的亨利一世被卑劣手段無辜殺害，亨利三世徹底激怒巴黎市民等天主教徒，不久亨利三世就被神聖聯盟的一位狂熱教士所刺殺。

## 評價
根據耶穌會教士兼作家巴塔沙·葛雷山（Baltasar Gracián）的紀錄，據說亨利一世被形容為：「以全副心思，投入宗教與人群，那些沒有受到他善行感染的人，也會在事後被感動；他參加所有的聖事、婚禮、彌撒、葬禮。他彬彬有礼，对人友善坦率、慷慨大方；他对每个人都好，从不说任何人的坏话；集聚全部的榮譽，更沒有一絲的毀譽，散發出國王般的動人光彩。他是法國人情感上的國王，就如同亨利三世是法律上的國王一樣。」；有的教士也感嘆說，把瓦盧瓦最後三個國王（都是凱瑟琳太后的兒子）的優點全部加起來，都不如亨利一世的優秀偉大。亨利一世的遺體被亨利三世燒毀，骨灰丟入盧瓦河。
亨利一世死後，亨利一世·德·洛林与法国公主瓦卢瓦的玛格丽特（后成为纳瓦拉的亨利的妻子）之间的爱情故事是一些文艺作品的主题。

## 情愛與子女

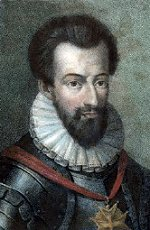
亨利一世·德·洛林

他原本在1560年代初和聖安德烈元帥的獨生女─凱薩琳訂婚成未婚夫妻（女方大男方四歲），但1564年18歲的凱薩琳突然病逝，讓吉斯家族聯姻並繼承元帥家產的計畫落空。亨利一世成人後曾與法王之妹瓦卢瓦的玛格丽特成為戀人，但知道瑪格麗特最終被許配給纳瓦拉的亨利之後，他在1570年克萊沃的凱瑟琳於巴黎結婚，兩人共有十四個子女，長子夏尔·德·洛林於1588年繼承了吉斯公爵。